# A bűn rendje
A bűn rendje (ismeretes még A rend őrzője címen is) 2003-ban bemutatott amerikai filmthriller Heath Ledger főszereplésével. A thriller egy mulandó rendbe tartozó katolikus pap nem éppen egyszerű hétköznapjait mutatja be.

## Cselekmény
Alex Barnier atya (Heath Ledger) egy már utolsó tagjait élő katolikus felekezet (karolingok) tagja. Egyik szentmiséje alkalmával egy bíboros meglátogatja, hogy közölje: a karolingok feje, Dominic atya meghalt, ám az utolsó pillanatában egy bűnfaló azonban feloldozta minden bűne alól. A hír hallatán Alex atya a Vatikánba utazik, hogy felderítse a halálának körülményeit. Eközben találkozik a bűnfalóval, aki Dominic atyán kívül más haldokló embereket is megtisztított vétküktől, majd végül Alex is bűnfalóvá válik. Ezen az úton haladva azonban rátalál a szerelem egy hölgy személyében.

## Szereplők
| Szerep              | Színész              | Szinkronhang     |
| ------------------- | -------------------- | ---------------- |
| Alex Bernier        | Heath Ledger         | Lux Ádám         |
| Mara Sinclair       | Shannyn Sossamon     | Roatis Andrea    |
| William Eden        | Benno Fürmann        | Hujber Ferenc    |
| Thomas Garrett      | Mark Addy            | Várkonyi András  |
| Driscoll            | Peter Weller         | Barbinek Péter   |
| Dominic atya        | Francesco Carnelutti |                  |
| Püspök              | Mattia Sbragia       | Juhász György    |
| Könyvboltos         | Richard Bremmer      | Schneider Zoltán |
| Nyomozó New Yorkban | Steve Toussaint      | Vizy György      |
| Brit orvos          | James Greene         | Vizy György      |

## Fordítás
- Ez a szócikk részben vagy egészben  a   The Order (2003 film) című angol Wikipédia-szócikk fordításán alapul.  Az eredeti cikk szerkesztőit annak laptörténete sorolja fel. Ez a jelzés csupán a megfogalmazás eredetét és a szerzői jogokat jelzi, nem szolgál a cikkben szereplő információk forrásmegjelöléseként.